# Thomas Fanara
Thomas Fanara (ur. 24 kwietnia 1981 w Annecy) – francuski narciarz alpejski, mistrz świata.

## Kariera
Po raz pierwszy na arenie międzynarodowej Thomas Fanara pojawił się 20 grudnia 1996 roku w Les Contamines, gdzie w zawodach FIS Race w gigancie zajął 53. miejsce. W 2001 roku wystartował na mistrzostwach świata juniorów w Verbier, gdzie w tej samej konkurencji zajął 41. miejsce. W zawodach Pucharu Świata zadebiutował 11 stycznia 2005 roku w Adelboden, gdzie nie ukończył pierwszego przejazdu giganta. Pierwsze pucharowe punkty wywalczył 26 lutego 2005 roku w Kranjskiej Gorze, zajmując w tej samej konkurencji 23. miejsce. Na podium po raz pierwszy stanął 19 grudnia 2010 roku w Alta Badia, kończąc giganta na trzeciej pozycji. W zawodach tych lepsi byli tylko Ted Ligety z USA oraz kolejny Francuz, Cyprien Richard. W kolejnych latach jeszcze wielokrotnie stawał na podium, jednak nigdy nie zwyciężył. Najlepsze wyniki osiągnął w sezonie 2014/2015, który ukończył na 27. pozycji w klasyfikacji generalnej oraz piątej w klasyfikacji giganta. Był też między innymi czwarty w klasyfikacji giganta w sezonie 2013/2014.
Największy sukces osiągnął w 2011 roku, kiedy na mistrzostwach świata w Garmisch-Partenkirchen Francuzi w składzie: Taïna Barioz, Anémone Marmottan, Tessa Worley, Thomas Fanara, Cyprien Richard i Gauthier de Tessières zdobyli złoty medal w rywalizacji drużynowej. Na tej samej imprezie był też szósty w swojej koronnej konkurencji. W 2006 roku wystartował w gigancie podczas igrzysk olimpijskich w Turynie, jednak nie ukończył pierwszego przejazdu. Na rozgrywanych osiem lat później igrzyskach olimpijskich w Soczi zajął w tej konkurencji dziewiątą pozycję. Najlepszy występ na Igrzyskach zaliczył na kolejnej olimpiadzie, w koreańskim Pjongczangu. W gigancie uplasował się na 5. pozycji.

## Osiągnięcia

### Igrzyska olimpijskie
| Miejsce | Dzień     | Rok  | Miejscowość | Konkurencja | Czas biegu | Strata | Zwycięzca       |
| ------- | --------- | ---- | ----------- | ----------- | ---------- | ------ | --------------- |
| DNF1    | 20 lutego | 2006 | Turyn       | Gigant      | 2:35,00    | –      | Benjamin Raich  |
| 9.      | 19 lutego | 2014 | Soczi       | Gigant      | 2:45,29    | +1,44  | Ted Ligety      |
| 5.      | 18 lutego | 2018 | Pjongczang  | Gigant      | 2:18,04    | +1,79  | Marcel Hirscher |

### Mistrzostwa świata
| Miejsce | Dzień     | Rok  | Miejscowość       | Konkurencja | Czas biegu | Strata | Zwycięzca            |
| ------- | --------- | ---- | ----------------- | ----------- | ---------- | ------ | -------------------- |
| 16.     | 14 lutego | 2007 | Åre               | Gigant      | 2:19,64    | +2,09  | Aksel Lund Svindal   |
| DNF1    | 13 lutego | 2009 | Val d’Isère       | Gigant      | 2:18,82    | –      | Carlo Janka          |
| 1.      | 16 lutego | 2011 | Ga-Pa             | Drużynowo   | –          | –      | –                    |
| 6.      | 18 lutego | 2011 | Ga-Pa             | Gigant      | 2:10,56    | +0,76  | Ted Ligety           |
| DNF1    | 15 lutego | 2013 | Schladming        | Gigant      | 2:28,92    | –      | Ted Ligety           |
| DNF1    | 13 lutego | 2015 | Vail/Beaver Creek | Gigant      | 2:34,16    | -      | Ted Ligety           |
| DNF2    | 15 lutego | 2019 | Åre               | Gigant      | 2:20,24    | -      | Henrik Kristoffersen |

### Mistrzostwa świata juniorów
| Miejsce | Dzień    | Rok  | Miejscowość | Konkurencja | Czas biegu | Strata | Zwycięzca     |
| ------- | -------- | ---- | ----------- | ----------- | ---------- | ------ | ------------- |
| 41.     | 8 lutego | 2001 | Verbier     | Gigant      | 2:08,79    | +4,18  | Hannes Reiter |

### Puchar Świata

#### Miejsca w klasyfikacji generalnej
- sezon 2004/2005: 136.
- sezon 2005/2006: 59.
- sezon 2006/2007: 78.
- sezon 2007/2008: 83.
- sezon 2008/2009: 48.
- sezon 2009/2010: 138
- sezon 2010/2011: 37.
- sezon 2011/2012: 48.
- sezon 2012/2013: 29.
- sezon 2013/2014: 29.
- sezon 2014/2015: 27.
- sezon 2015/2016: 23.
- sezon 2016/2017: 73.
- sezon 2017/2018: 60.
- sezon 2018/2019: 30.

#### Miejsca na podium w zawodach
1. Alta Badia – 19 grudnia 2010 (gigant) – 3. miejsce
2. Adelboden – 8 stycznia 2011 (gigant) – 3. miejsce
3. Alta Badia – 16 grudnia 2012 (gigant) – 3. miejsce
4. Val d’Isère – 14 grudnia 2013 (gigant) – 2. miejsce
5. Adelboden – 11 stycznia 2014 (gigant) – 2. miejsce
6. Alta Badia – 21 grudnia 2014 (gigant) – 3. miejsce
7. Kranjska Gora – 15 marca 2015 (gigant) – 2. miejsce
8. Sölden – 25 października 2015 (gigant) – 2. miejsce
9. Hinterstoder – 26 lutego 2016 (gigant) – 3. miejsce
10. Sankt Moritz − 19 marca 2016 (gigant) – 1. miejsce
11. Alta Badia – 16 grudnia 2018 (gigant) – 2. miejsce
12. Adelboden – 12 stycznia 2019 (gigant) – 3. miejsce
13. Bansko – 24 lutego 2019 (gigant) – 3. miejsce